# Wilhelm Kahl
Ernst Petrus Wilhelm Kahl (17. juni 1849 i Kleinheubach – 14. maj 1932 i Berlin) var en tysk retslærd.
Kahl blev Dr. jur. 1873, 1876 privatdocent i München, 1879 ekstraordinær professor, samme år ordinær professor i Rostock, 1883 i Erlangen, 1888 i Bonn, 1895—1921 i Berlin, hvor han tillige virkede i kultusministeriet. Kahls litterære virksomhed havde oprindelig væsentlig kirkeretten og statsretten til genstand; han var en af sin tids bedste kendere af den evangeliske kirkeret; han tilhørte mellempartiet indenfor den preussiske generalsynode.
Af hans talrige kirkeretlige og kirkepolitiske skrifter skal fremhæves Die Selbständigkeitsstellung der protestantischen Kirche in Bayern gegenüber dem Staate (1874), Über die Temporaliensperre, besonders nach bayerischem Kirchenstaatsrecht (1876), Die deutschen Amortisationsgesetze (1879), Lehrsystem des Kirchenrechts und der Kirchenpolitik, I (1894), der blev fremkaldt ved Sohms kirkeret og polemisk vender sig mod denne, Die Konfession der Kinder aus gemischter Ehe (1895), Bekenntnisgebundenheit und Lehrfreiheit (1897), Die Rechtsinhalt des Konkordienbuchs (1910), Die deutsche Kirche im deutschen Staat (1919) og mange andre.
Han var medredaktør af Deutsch-Evangelische Blätter, bearbejdede — sammen med Richard Dove — 8. oplag af Aemilius Ludwig Richters Lehrbuch des katholischen und evangelischen Kirchenrechts (1896) og bidrog med afsnittet Kirchenrecht til Systematische Rechtswissenschaft (Die Kultur der Gegenwart, 1906). Hans votum i Ebenbürtigkeit und Thronfolgerecht der Grafen zur Lippe-Biesterfeld (1896) bragte sejren hjem. Senere beskæftigede sig Kahl med strafferetten; han tilhørte den klassiske retning indenfor samme og skaffede ved sin medierende holdning sig og sine standpunkter stor indflydelse, ikke mindst i Straffelovskommissionen.
Sammen med Karl von Lilienthal, Franz von Liszt og James Goldschmidt udarbejdede han Gegenentwurf zum Vorentwurf eines deutschen Strafgesetzbuches (1911) med Begrundung (1911). Han har desuden bl.a. skrevet Strafrecht und freie Liebestätigkeit (1904), Das neue Strafgesetzbuch (1907), Der Arzt im Strafrecht (1909) og flere andre. I kæmpeværket Vergleichende Darstellung des Deutschen und Ausländischen Strafrechts, hvoraf Kahl var medudgiver, behandlede han Geminderte Zurechnungsfähigkeit (alm. del I, 1908) og Religionsvergehen (spec. del III, 1906).
For sociale og politiske spørgsmål har Kahl altid næret interesse, og i den tyske nationalforsamling og rigsdag er han optrådt med stor kraft. Under 1. Verdenskrig udgav han en række patriotiske taler, Vom Recht zum Kriege und vom Siegespreis (1914), Pessimismus und Optimismus im Kriege (1915), Dreibund-Treubund. Deutsche Antwort auf Italiens Verrat (1915), Vaterlandsdienst der Jugend (1915), Die freie vaterländische Vereinigung (1915) og Das vaterländische Gebot der Stunde (1916). Han har tillige udgivet flere af sine taler i Nationalforsamlingen, Gegen Schmach und Knechtung (1919), Das deutsche Volkspartei und das Reich (1919) og andre.